# Дашувка (Лодзинське воєводство)
Дашувка (пол. Daszówka) — село в Польщі, у гміні Мощениця Пйотрковського повіту Лодзинського воєводства.